# Рони О'Съливан
Рони О'Съливан (на английски: Ronnie O'Sullivan) е английски професионален състезател по снукър. Неговият бърз начин на игра му печели прозвището Ракетата. Смятан е от много свои колеги и почитатели на снукъра за един от най-талантливите играчи в историята на този спорт. Известен е като много темпераментен играч.

## Ранни години
Роналд „Рони“ Антонио О`Съливан е роден на 5 декември 1975 година в Уордсли, Улвърхамптън, Англия. Баща му е англичанин, а майка му е от Сицилия. След раждането му, семейството е постоянно във финансови затруднения, което ги кара да отворят верига секс-шопове в града. Бизнесът обаче не просъществува за дълго. Рони старши и майката на Ракетата – Мария, са в постоянно търсене на работа. Малкият им син е редовно оставян да бъде гледан от техни приятели.
Единственото занимание, което е имал тогава е снукърът.
О'Съливан започва кариерата си в ранна възраст. Постига своя пръв сенчъри брейк (117т.) на 10 години, реализира максимален брейк от 147 точки на 15 години и заради необикновения си талант със специално разрешение на професионалната лига придобива статут на професионален състезател на 16 години. Така Рони О'Съливан става най-младият професионален снукър играч в историята на този спорт. Ракетата държи и рекорда за най-млад победител от ранкинг турнир в историята на снукъра, тъй като печели Британско първенство през 1993 г., когато е едва на 17 години, побеждавайки Стивън Хендри.

## 1997/1998
Рони О`Съливан държи рекорда за най-бързия максимален брейк, след като на 21 април 1997 г. прави брейк от 147 точки срещу Мик Прайс на световното първенство за 5 минути и 20 секунди, или средно 9 секунди на удар. Всъщност пет от най-бързите максимални брейкове са направени от О'Съливан.
След като през 1998 г. печели Бенсън Енд Хеджис Мастърс. Титлата на О'Съливан е отнета поради положителен тест за употреба на дрога, заради наличие на канабис. Той се подлага на лечение и така завинаги оставя настрана всякакви подобни медикаменти.
Рони има уникалната способност сред големите играчи на своето поколение да играе с лява и дясна ръка. Когато за първи път показва тази своя способност, на световно първенство срещу канадеца Ален Робиду, последният го обвинява в неуважение. Спорът бързо прераства в скандал, когато О'Съливан отвръща на съперника си – „Аз играя по-добре с лявата отколкото ти с дясната“.

## 2001/2004
Кариерата му продължава да се подобрява, като постига няколко максимални брейка, и през 2001 година печели за пръв път Световното първенство, побеждавайки на финала Джон Хигинс.
През тези години въпреки че е бил световен шампион, конкуренцията е започвала да става все по-сериозна и 26-годишния тогава Рони все по-трудно успява да печели титли.
Така О'Съливан влиза в контакт с шест-кратния световен шампион по снукър – уелсеца Рей Риърдън който става негов ментор, и с негова помощ влиза във форма. Така на световното първенство през 2004 г. О'Съливан отново грабва титлата, като на полуфинала унижава Стивън Хендри с невероятния краен резултат 17 – 4, а на финала побеждава и Греъм Дот с 18 – 8.
След спечелването на Световната титла, следва и поредния триумф на Рони.
Тогава, на Мастърс 2005, прави същински разгром на финала срещу Джон Хигинс и го побеждава с 9 – 3.

## 2004/2005
След множество убедителни победи, се появява лек спад в кариерата на Рони. Започват изявления с които все повече намеква, че ще се откаже от снукъра. На световното първенство 2005, губи на четвъртфинала от Питър Ебдън с 11 – 13 и заявява пред медиите, че смята да пропусне следващия сезон, защото ще играе билярд в САЩ. Все пак О`Съливан не пропуска целия сезон, но не се появява на множество турнири. Феновете на снукъра са в шок, като по всичко изглежда, че един от най-обичаните играчи в историята на този спорт ще се откаже от кариерата си когато е едва на 29.
Тогава идва моментът в който Ракетата за пореден път изненадва всички, появявайки се в залата за мача си с фланелка на която пише `I love snooker` и така разсейва съмненията на всички.

## 2006/2007
На Шампионата на обединеното кралство през 2006 срещу Стивън Хендри, при резултат 4 – 1 в полза на шотландеца, Рони внезапно напуска залата и предава мача на съперника си. Тогава О`Съливан казва само, че обещава на всички свои фенове на следващия турнир да се завърне по-силен от всякога. Така и става, и през януари 2007 г. печели за трети път турнира Мастърс, като на финала побеждава китаеца Дин Дзунхуей с 10 – 3 фрейма.

## 2007/2008
Следващия сезон е повече от успешен за англичанина. На UK Championship 2007, на полуфинала в оспорван двубой побеждава Марк Селби с резултат 9 – 8, като в последния фрейм О`Съливан постига и максимален брейк от 147 точки. Както и всички очакват, на финала се представя повече от невероятно срещу Стивън Магуайър. Там О`Съливан печели първата сесия при резултат 8 – 0 и на вечерното доиграване мача приключва с 10 – 2 фрейма в негова полза.
На Мастърс 2008 в първи кръг, Стивън Магуайър получава шанс за реванш. Срещата преминава през множество обрати, впоследствие, при резултат 5 – 5, Рони пропуска своя мач-бол, като не успява да вкара синята топка за горния десен джоб с удължител. Съперника му разчиства масата и печели с 6 – 5.
Само след няколко месеца, следва и поредния скандал с участието на Ракетата. Тогава на турнира China Open той губи от Marco Fu. На пресконференцията след загубата, О`Съливан отправя обидни коментари към китайски служител. Световната Билярд и Снукър асоциация го наказват с отнемане на 700 ранкинг точки и парична глоба. Геният от Чигуел дава официално изявление в което се извинява на всички китайци и така този случай бива забравен.
През 2008 г. печели за трети път Световното първенство надигравайки Алистър Картър с 18 – 8, а после грабва трофея и на Първенството на Северна Ирландия, като на финалния двубой разгромява Дейв Харолд с 9 – 3 фрейма. Рони О`Съливан достига до финала и на трети пореден ранкинг турнир – Шанхай Мастърс 2008, но губи в оспорван мач срещу Рики Уолдън. Една година по-късно се реваншира за загубата си, и печели Шанхай Мастърс 2009 с успех 10 – 5 срещу китаеца Лианг Уенбо.

## 2008/2009
На 18 януари 2009 г. печели турнира Мастърс за 4 път. В 35-ото издание на турнира, той играе с нова щека и постига забележителна игра отстранявайки последователно Джо Пери с 6 – 5, Алистър Картър (6 – 2), Стивън Магуайър (6 – 1), за да стигне до крайно интересен двубой със защитаващия титлата си Марк Селби. Във финалния двубой „Ракетата“ и „Веселякът от Лестър“ играят над 5-часов мач, от който победител е О'Съливан, след множество обрати, 4 сенчъри брейка и 14 серии от 50+ точки.

## 2010/2011
На Световното първенство 2010 по всичко изглежда, че ще завоюва и четвърта световна титла, но Рони за пореден път показва безразличие към мача в последната му сесия, позволявайки на противника си да постигне обрат. И така губи с 11 – 13 на четвъртфинала от Марк Селби.
В първия турнир от новия сезон World Open 2010, още в първи кръг Ракетата постига максимален брейк от 147 точки срещу Марк Кинг, впоследствие достига и до финала на турнира, но там бива победен с 5 – 1 от австралиеца Нийл Робъртсън. Само няколко седмици по-късно О`Съливан се реваншира като го побеждава в Премиер Лигата отново при резултат 5 – 1. По-късно, Ракетата печели Премиер Лигата за 9 път, побеждавайки Шон Мърфи със 7 – 1.
На Шампионата на Обединеното Кралство, Рони отпада в 1 кръг от своят бивш спаринг-партньор Стюарт Бингам. Ракетата губи с 6 – 9 фрейма, като в края на мача показва пълна незаинтересованост към него.
В следващите два важни турнира от снукър календара, О'Съливан отново отпада в първи кръг – На Мастърс с 4 – 6 от Марк Алън и с 2 – 4 на Шампионата на Уелс от Райън Дей. От там, Геният от Чигуел се срива до 10-а позиция в ранглистата.

## 2011/2012
През 2012 година достига до полуфинал на Чайна Оупън, където отпада с 4 – 5 след флук на Стивън Магуайър по черната топка в решителния фрейм. Месец по-късно на световното първенство в Шефилд, Рони отстранява последователно Питър Ебдън (10 – 4), Марк Уилямс (13 – 6), Нийл Робъртсън (13 – 10), Матю Стивънс (17 – 10) и на финала среща Алистър Картър, когото побеждава с 18 – 11. По този начин Ракетата печели своята четвърта купа в Шефилд, като изравнява Джон Хигинс по брой титли, както и влиза в списъка на най-класните играчи в кралската игра, които имат повече от 2 награди в Крусибъл.

## 2012/2013
След световното първенство, Рони О'Съливан решава да си даде 6-месечна почивка от снукъра. Връща се през октомври на английското ПТС, където отпада от Сам Бедфорд с 3 – 4. След загубата, обявява, че няма да вземе участие в нито един турнир през текущия сезон.
Все пак, Геният от Чигуел се връща през април 2013 година, за да защитава титлата си от предната година. В първия кръг побеждава Маркъс Кемпбъл с 10 – 4. Следват победи над Али Картър (13 – 9), Стюарт Бингам (13 – 4), Джъд Тръмп (17 – 11), с които Рони се класира на втори пореден и общо пети финал на световно първенство в кариерата си, на който победи Бари Хоукинс с 18:12 фрейма в двубой на изключително високо ниво и така завоюва петата си световна титла.

## 2015
На 13 януари 2015 на „Мастърс“ турнира в Лондон в мач с Рики Уолдън, Ракетата изравнява рекорда на Стивън Хендри за най-много сенчъри брейкове в кариерата (775 брейка над 100 точки). Датата 13 януари 2015 съвпада с рождения ден на Хендри.

## 2019
На 10 март 2019 г. О'Съливан става първият играч, който реализира 1000 сенчъри брейка в кариерата си. Постижението става факт в мач за защита на титлата му в Шампионата на играчите (Players Championship) в Престън с победа с 10 – 4 над австралиеца Нийл Робъртсън. Петкратният към този момент световен шампион започва седмицата с 994 брейка от 100 и повече точки в актива си и добавя още два в началните фреймове. Хилядният сенчъри брейк Ракетата прави в последния, победен фрейм срещу Робъртсън.

## 2022
На 2 май 2022 г. О'Съливан печели седмата си титла на световното първенство в Крусибъл, побеждавайки Джъд Тръмп с 18 – 13 фрейма. По този начин той изравнява рекорда на Хендри от седем световни титли и става най-възрастният световен шампион в историята на Крусибъл, изпреварвайки Рей Риърдън, който печели шестата си титла на 45-годишна възраст през 1978 г. Това е 39-тата титла на О'Съливан, който към момента на спечелването ѝ държи почти всеки голям рекорд в играта.

## Личен живот
Личният живот на О'Съливан е добре известен. През 1992 година бащата на Рони е осъден за убийство, което се е случило при жестоко сбиване в нощен бар в Челси. Съдът е осъдил баща му на доживотен затвор, но с право за подаване на молба за освобождаване след 18 години престой в килията. Така в средата на ноември 2010 Роналд-старши е окончателно освободен от затвора. По този начин животът дава шанс на сина му да осъществи своята мечта, която Ракетата неведнъж е споделял, а именно – да спечели Световната титла пред очите на татко си.
Рони О`Съливан има общо 44 титли, като баща му не е виждал на живо нито един от неговите запомнящи се триумфи. Това не са единствените препятствия, през които е преминал животът на Рони в личен план. Малко след като баща му отива в затвора, майка му Мария също бива арестувана заради проблеми с данъците. Тогава, оставен без избор, едва на 17 години, Рони остава сам със своята по-малка сестра Даниел, за която трябва да се грижи. Така той бива принуден да остави учението настрана малко преди завършването, за да потърси начин да осигури прехрана на семейството си. Използвайки необикновения си талант, печелейки титлите на големи снукър турнири, успява да се справи с пречките, свързани с финансите. Заработил е над 9 500 000 лири стерлинги само от наградни фондове. Извън снукъра Рони обича да играе футбол и голф и често участва в състезания по бягане, където резултатите му също са доста успешни и заема някои от първите места.
О`Съливан има три деца. Първата му дъщеря Тейлър-Ан е родена през 1997 година, но 3 години по-късно Рони се разделя с майка ѝ. След време Ракетата отново създава семейство с жена на име Джо, от нея има 2 деца – дъщеря Лили и син Рони. През лятото на 2008 година обаче излиза новината, че Геният от Чигуел е прекратил и тази своя връзка, като той самия добавя, че за момента няма намерение да се обвързва.
В началото на 2013 г. се разбира, че е сгоден за английската актриса – Лейла Роуас.
| Представяне на Рони О'Съливан на големите състезания по сезон                                                      | | | | | | | |
| | Гран При | Британско първенство | Европейско първенство Купа на Малта | Първенство на Уелс | Първенство на Китай | Мастърс | Световно първенство |
| 1992/1993 | ? | ? | ? | ? | * | - | 1 кръг |
| 1993/1994 | ? | П | Ф | ? | * | 1 кръг | 2 кръг |
| 1994/1995 | ЧФ | ЧФ | ПФ | ЧФ | * | П | ЧФ |
| 1995/1996 | 1 кръг | ЧФ | 1 кръг | 2 кръг | ? | Ф | ПФ |
| 1996/1997 | 2 кръг | 1 кръг | 1 кръг | 2 кръг | П | Ф | 2 кръг |
| 1997/1998 | 3 кръг | П | - | 4 кръг | ? | ЧФ | ПФ |
| 1998/1999 | 3 кръг | 1 кръг | - | ПФ | ? | ЧФ | ПФ |
| 1999/2000 | ЧФ | ЧФ | - | 3 кръг | П | ЧФ | 1 кръг |
| 2000/2001 | Ф | ПФ | - | 2 кръг | П | 2 кръг | П |
| 2001/2002 | ЧФ | П | ЧФ | 2 кръг | ? | ЧФ | ПФ |
| 2002/2003 | ЧФ | ЧФ | П | ЧФ | ? | ЧФ | 1 кръг |
| 2003/2004 | 2 кръг | ПФ | ЧФ | П | ? | Ф | П |
| 2004/2005 | П | 2 кръг | 2 кръг | П | - | П | ЧФ |
| 2005/2006 | Ф | 2 кръг | - | 2 кръг | 1 кръг | Ф | ПФ |
| 2006/2007 | 2 кръг | ЧФ | 1 кръг | ЧФ | ПФ | П | ЧФ |
| 2007/2008 | Ф | П | - | Ф | - | 1 кръг | П |
| Легенда | \| „?“ – представянето не е известно „*“ – не се е провело състезание „-“ – играчът не е взел участие „П“ – победител \| „Ф“ – финалист „ПФ“ – отпаднал на полуфинал „ЧФ“ – отпаднал на четвъртфинал „1 кръг“ – отпаднал в първи кръг \| | \| „?“ – представянето не е известно „*“ – не се е провело състезание „-“ – играчът не е взел участие „П“ – победител \| „Ф“ – финалист „ПФ“ – отпаднал на полуфинал „ЧФ“ – отпаднал на четвъртфинал „1 кръг“ – отпаднал в първи кръг \| | \| „?“ – представянето не е известно „*“ – не се е провело състезание „-“ – играчът не е взел участие „П“ – победител \| „Ф“ – финалист „ПФ“ – отпаднал на полуфинал „ЧФ“ – отпаднал на четвъртфинал „1 кръг“ – отпаднал в първи кръг \| | \| „?“ – представянето не е известно „*“ – не се е провело състезание „-“ – играчът не е взел участие „П“ – победител \| „Ф“ – финалист „ПФ“ – отпаднал на полуфинал „ЧФ“ – отпаднал на четвъртфинал „1 кръг“ – отпаднал в първи кръг \| | \| „?“ – представянето не е известно „*“ – не се е провело състезание „-“ – играчът не е взел участие „П“ – победител \| „Ф“ – финалист „ПФ“ – отпаднал на полуфинал „ЧФ“ – отпаднал на четвъртфинал „1 кръг“ – отпаднал в първи кръг \| | \| „?“ – представянето не е известно „*“ – не се е провело състезание „-“ – играчът не е взел участие „П“ – победител \| „Ф“ – финалист „ПФ“ – отпаднал на полуфинал „ЧФ“ – отпаднал на четвъртфинал „1 кръг“ – отпаднал в първи кръг \| | \| „?“ – представянето не е известно „*“ – не се е провело състезание „-“ – играчът не е взел участие „П“ – победител \| „Ф“ – финалист „ПФ“ – отпаднал на полуфинал „ЧФ“ – отпаднал на четвъртфинал „1 кръг“ – отпаднал в първи кръг \| |
| „?“ – представянето не е известно „*“ – не се е провело състезание „-“ – играчът не е взел участие „П“ – победител | „Ф“ – финалист „ПФ“ – отпаднал на полуфинал „ЧФ“ – отпаднал на четвъртфинал „1 кръг“ – отпаднал в първи кръг | | | | | | |

## Сезон 2009/10
| Турнир                    | Резутат   | Спечелени пари | Ранкинг точки | Най-голям брейк | 100+ брейк | 50+ брейк | Брой спечелени срещи |
| ------------------------- | --------- | -------------- | ------------- | --------------- | ---------- | --------- | -------------------- |
| Шанхай мастърс 2009       |           | £              |               |                 |            |           |                      |
| Гран При 2009             |           | £              |               |                 |            |           |                      |
| Британско първенство 2009 | 1/2 финал | £              |               |                 |            |           |                      |
| Мастърс 2010              |           | £              |               |                 |            |           |                      |
| Първенство на Уелс 2010   |           | £              |               |                 |            |           |                      |
| Първенство на Китай 2010  |           | £              |               |                 |            |           |                      |
| Световно първенство 2010  | 1/2 финал | £              |               |                 |            |           |                      |
| Общо                      |           | £              |               |                 |            |           |                      |